# Sarah Nambawa
Sarah Nambawa (née le 23 septembre 1984 à Kampala) est une athlète ougandaise, spécialiste du triple saut.

## Biographie
Étudiante à la Middle Tennessee State University de Murfreesboro (Tennessee), Sarah Nambawa remporte les épreuves du 200 m et du relais 4 × 100 m lors des Championnats d'Afrique universitaires de 2006. En 2009, elle termine deuxième du triple saut lors des championnats NCAA en salle, et troisième des championnats en plein air. Elle se classe sixième de l'Universiade d'été de 2009 à Belgrade. 
Deuxième des championnats NCAA en plein air de 2010, elle décroche la médaille d'or des Championnats d'Afrique, à Nairobi au Kenya, en établissant un nouveau record national avec 13,95 m. Sélectionnée dans l'équipe d'Afrique lors de la première édition de la coupe continentale, à Split, l'Ougandaise se classe sixième du concours avec la marque de 13,78 m.
Sarah Nambawa franchit pour la première fois de sa carrière la limite des 14 mètres en avril 2011 à Nashville (14,06 m). En 2012, elle remporte pour la seconde fois les Championnats d'Afrique, à Porto-Novo au Bénin (13,90 m).

### Palmarès
| Date | Compétition            | Lieu       | Résultat | Performance  |
| ---- | ---------------------- | ---------- | -------- | ------------ |
| 2010 | Championnats d'Afrique | Nairobi    | 1re      | 13,95 m (NR) |
| 2012 | Championnats d'Afrique | Porto-Novo | 1re      | 13,90 m      |

### Records
| Épreuve     | Performance | Lieu      | Date         |
| ----------- | ----------- | --------- | ------------ |
| Triple saut | 14,06 m     | Nashville | 9 avril 2011 |